# Embark Studios
Embark Studios AB est une société suédoise spécialisée dans le développement de jeux vidéo multijoueurs. 

## Historique
Le studio est fondé en novembre 2018, à Stockholm, par les vétérans de l'industrie vidéoludique Magnus Nordin, Rob Runesson, Stefan Strandberg, Patrick Söderlund (en), Jenny Huldschiner et Johan Andersson. L'ancien président de DICE et plus récemment directeur de la conception auprès d'EA Worldwide Studios, Patrick Söderlund, est alors nommé PDG de l'entreprise. En février 2019, le studio compte alors 50 employés.
Leur premier jeu, The Finals, un jeu de tir à la première personne multijoueur, est révélé en 2023,. 
En 2019, Embark devient une filiale du groupe Nexon. L'entreprise coréenne détient alors 72,8 % du capital de l'entreprise suédoise et obtient 33 % des droits de vote au conseil,.

## Jeux développés
| Année | Titre       | Genre(s)                | Plateforme(s)                                                | Éditeurs(s) |
| ----- | ----------- | ----------------------- | ------------------------------------------------------------ | ----------- |
| 2023  | The Finals  | FPS, Multijoueur        | Microsoft Windows, PlayStation 4, PlayStation 5, Xbox Series | Nexon       |
| 2025  | ARC Raiders | TPS, Extraction shooter | Microsoft Windows, PlayStation 5, Xbox Series                | Nexon       |